# Paveh
Paveh este un oraș din Iran.